# Seohara
Seohara es  una ciudad y municipio situado en el distrito de Bijnor en el estado de Uttar Pradesh (India). Su población es de 53296 habitantes (2011). 

## Demografía
Según el  censo de 2011 la población de Seohara era de 53296 habitantes, de los cuales 28065 eran hombres y 25231 eran mujeres. Seohara tiene una tasa media de alfabetización del 65,39%, inferior a la media estatal del 67,68%, 